# Canovaccio (tessuto)
Il termine canovaccio (anche canavàccio e canevàccio) indica, in modo generico, un tessuto con armatura in tela, dalla trama larga e grossolana.  
Può essere ottenuto a partire da varie fibre, come  canapa, juta, cotone, lino, ma può essere anche a base di seta grezza, di solito in filo costituito da più capi ritorti. 

## Etimologia
ll suo nome deriva da canapa (dal lat. cannăbis), deformato attraverso adattamenti dialettali settentrionali, oppure dal termine francese canevas (canapa).
Simili sono i termini di altre lingue europee: canevas (francese), cañamazo (spagnolo), Kanevas (tedesco), canvas (inglese).

## Usi
Può trovare impieghi differenziati in base anche alla fattura della stoffa: può essere usato, infatti, come strofinaccio per le pulizie, come asciugamano, o, quando di fattura più fine e a larghi buchi regolari, come tela di base per i lavori di ricamo. 

### Base da ricamo

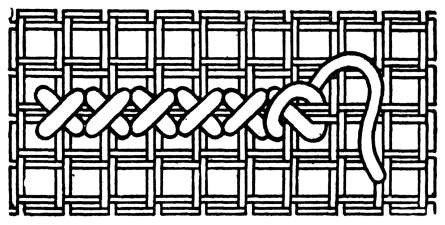
Punto croce su canovaccio a doppio filo

Il canovaccio viene usato anche come base per il ricamo a punto croce o a mezzo punto, anche se può essere decorato con il ricamo fiorentino, il punto bargello e altri punti di riempitura e da tapezzeria. Se usato come guida, cioè come riferimento di dove deve essere infilato l'ago, viene provvisoriamente applicato su un'altra stoffa (meno regolare) e poi tolto  sfilando i singoli fili, a ricamo completato.

## Caratteristiche
Le caratteristiche di un canovaccio sono quelle di un tessuto robusto e stabile realizzato con: 
- filato resistente, non particolarmente sottile, ad alta torsione
- armatura a tela
- riduzione larga e regolare, che lasci degli interstizi ben visibili tra trama e ordito.

Come canovaccio possono essere usati vari tipi di tessuto con tali caratteristiche come la stamigna, il calicot, la tela aida, l'emiane.